# Lijst van voetbalinterlands Algerije - Mauritanië
Deze lijst van voetbalinterlands is een overzicht van alle officiële voetbalwedstrijden tussen de nationale teams van Algerije en Mauritanië. De Afrikaanse buurlanden speelden tot op heden acht keer tegen elkaar. De eerste ontmoeting, een vriendschappelijke wedstrijd, werd gespeeld op een onbekende locatie in Algerije op 10 mei 1974. Het laatste duel, een groepswedstrijd tijdens de Afrika Cup 2023, vond plaats in Bouaké (Ivoorkust) op 23 januari 2024.

## Wedstrijden
| № | Plaats     | Datum           | Competitie                   | Wedstrijd             | Uitslag |
| - | ---------- | --------------- | ---------------------------- | --------------------- | ------- |
| 1 | ?          | 10 mei 1974     | Vriendschappelijk            | Algerije − Mauritanië | 9 − 1   |
| 2 | ?          | 28 mei 1975     | Vriendschappelijk            | Algerije − Mauritanië | 8 − 0   |
| 3 | Algiers    | 8 maart 1985    | Afrika Cup 1986 kwalificatie | Algerije – Mauritanië | 4 – 0   |
| 4 | Nouakchott | 22 maart 1985   | Afrika Cup 1986 kwalificatie | Mauritanië – Algerije | 1 – 1   |
| 5 | Radès      | 3 november 1995 | Vriendschappelijk            | Algerije – Mauritanië | 4 – 0   |
| 6 | Blida      | 25 mei 2013     | Vriendschappelijk            | Algerije – Mauritanië | 1 − 0   |
| 7 | Blida      | 3 juni 2021     | Vriendschappelijk            | Algerije − Mauritanië | 4 − 1   |
| 8 | Bouaké     | 23 januari 2024 | Afrika Cup 2023              | Mauritanië − Algerije | 1 − 0   |

## Samenvatting
| Competitie              | Totaal gespeeld | Winst Algerije | Gelijk | Winst Mauritanië | Doelsaldo Algerije – Mauritanië |
| ----------------------- | --------------- | -------------- | ------ | ---------------- | ------------------------------- |
| Afrika Cup              | 1               | 0              | 0      | 1                | 0 − 1                           |
| Afrika Cup-kwalificatie | 2               | 1              | 1      | 0                | 5 − 1                           |
| Vriendschappelijk       | 5               | 5              | 0      | 0                | 26 − 2                          |
| Totaal                  | 8               | 6              | 1      | 1                | 31 − 4                          |

Wedstrijden bepaald door strafschoppen worden, in lijn met de FIFA, als een gelijkspel gerekend.